# Cabane de Siscaró
La cabane de Siscaró est un refuge d'Andorre situé dans la paroisse de Canillo à une altitude de 2 145 m,.

## Randonnée
Inauguré en 1981 et propriété du Govern d'Andorra,, le refuge est non gardé et ouvert toute l'année,. Il possède une capacité d'accueil de 10 personnes,.
Le refuge est situé dans la vallée d'Incles, à une vingtaine de minutes en marche des basses del Siscaró. Le pic de Siscaró (2 636 m) se trouve à environ 1,5 km à l'est.

Carte des principaux chemins de randonnée et refuges d'Andorre.
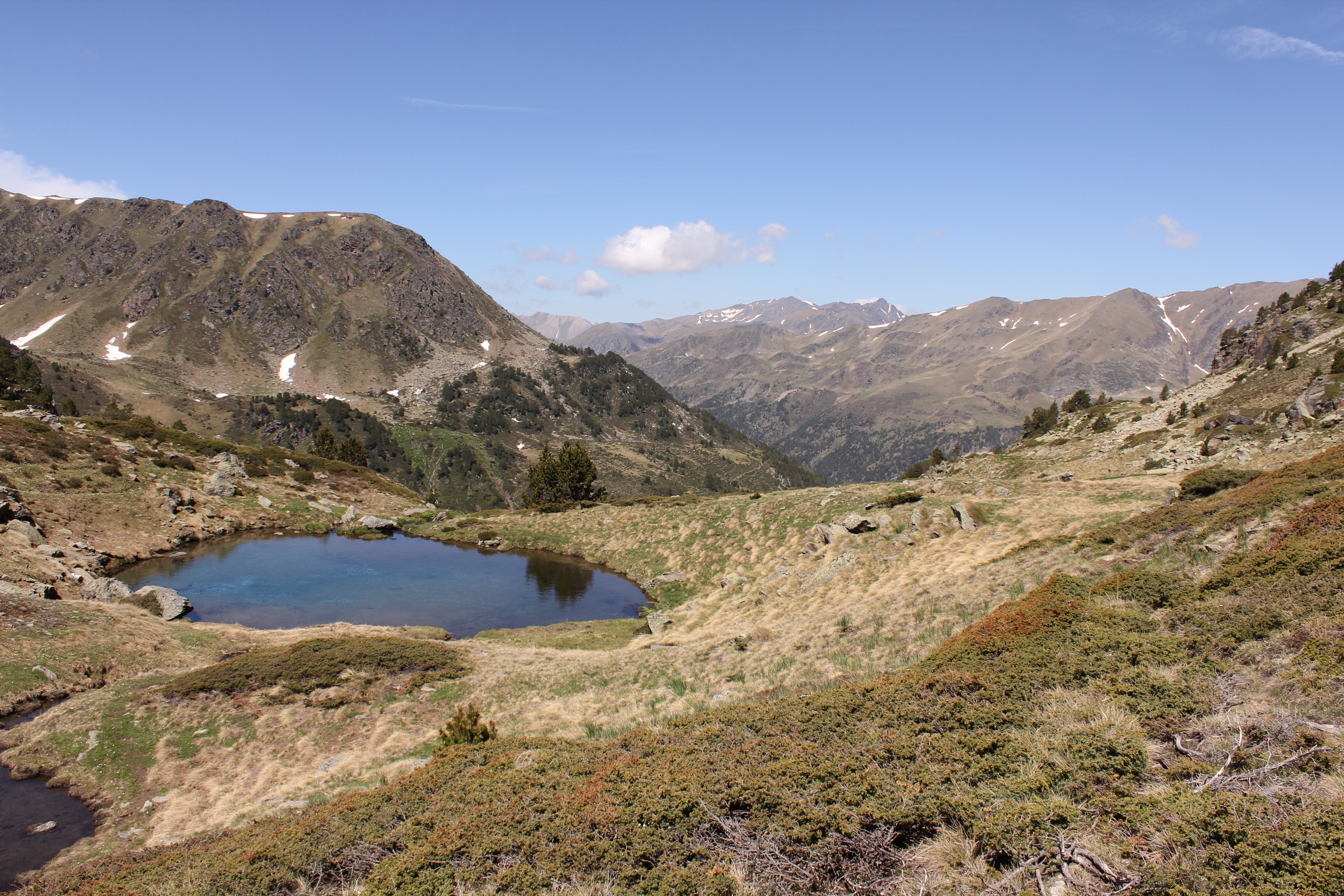
Les basses del Siscaró.

## Toponymie
Cabana désigne en catalan une « cabane » construite par les bergers dans les estives.
Siscaró provient de sisca désignant le roseau commun. Ce terme est lui-même d'origine celtique, issu de sesca.